# فرويلان باجويون
فرويلان باجويون مواليد 7 مارس 1980 في الفلبين، هو لاعب كرة سلة فلبيني. بدأ مسيرته الاحترافية في سنة 2006. يحمل الرقم 17. يبلغ طوله 5 قدم 7 بوصة (1.7 م). مثّل منتخب بلاده. لعب مع باوريد تايغرز وسان ميغيل بيرمن.